# 3 juin
Pour les articles homonymes, voir Trois-Juin.
3 mai 3 juillet
Chronologies thématiques
- Croisades
- Ferroviaires
- Sports
- Disney
- Anarchisme
- Catholicisme

Abréviations / Voir aussi
- (° 1852) = né en 1852
- († 1885) = mort en 1885
- a.s. = calendrier julien
- n.s. = calendrier grégorien
- Calendrier
- Calendrier perpétuel
- Liste de calendriers
- Naissances du jour

Le 3 juin est le 154e jour, moins souvent le 155e, de l'année du calendrier grégorien ; il en reste ensuite 211.
Son équivalent était généralement le 15 prairial du calendrier républicain ou révolutionnaire français, officiellement dénommé jour de la caille.

## Événements

### IVesiècle
- 350 : Népotien se fait proclamer empereur à Rome.

### VIIIesiècle
- 713 : l'empereur byzantin Philippicos est renversé et a les yeux crevés.

### XVIIesiècle
- 1621 : fondation de la Compagnie néerlandaise des Indes occidentales.

### XVIIIesiècle
- 1770 : tremblement de terre en Haïti.

### XIXesiècle
- 1810 : promulgation du Code pénal français par Napoléon Ier.
- 1839 : déclenchement de la première guerre de l'opium.

### XXesiècle
- 1940 : fin de la bataille de Dunkerque. Les Alliés sont forcés de reculer et d'évacuer la ville (opération Dynamo).
- 1943 : création du Comité français de libération nationale.
- 1944 : élection de Charles de Gaulle comme président du Gouvernement provisoire de la République française.
- 1948 : résolution no 51 du Conseil de sécurité des Nations unies, sur la question indo-pakistanaise.
- 1984 : les forces armées indiennes lancent l'Opération Blue Star, contre les séparatistes du Khalistan.
- 1987 : établissement du parti travailliste du Vanuatu.

### XXIesiècle
- 2006 : proclamation de l'indépendance du Monténégro vis-à-vis de la Serbie et de l'ex-Yougoslavie.

- 2014 : 
  - Bachar el-Assad est réélu pour un troisième mandat consécutif à la tête de la République arabe syrienne.
  - Massacre de Goshe, Attagara, Agapalwa et Aganjara, pendant l'insurrection de Boko Haram.
- 2017 : victoire du parti travailliste (PL) de Joseph Muscat lors d'élections législatives anticipées à Malte.

- 2018 : le parti démocratique de Janez Janša remporte une majorité relative lors d'élections législatives en Slovénie.
- 2019 : la juriste Brigitte Bierlein est nommée chancelière en Autriche.
- 2025 :
  - en Corée du Sud, le candidat de centre gauche Lee Jae-myung (photo) est élu président de la République[1].
  - aux Pays-Bas, le Premier ministre, Dick Schoof, et son cabinet démissionnent[2].
  - en Mongolie, Luvsannamsrai Oyun-Erdene (photo) démissionne mais reste Premier ministre à titre intérimaire[3].

## Sciences et techniques
- 1845 : première vérification expérimentale de l'effet Doppler-Fizeau par Christoph Buys Ballot.

## Économie et société
- 1937 : l'ex-roi abdicataire du Royaume-Uni Édouard VIII épouse l'Américaine divorcée Wallis Simpson.
- 1956 : la SNCF supprime la troisième classe dans les trains français[4].
- 1987 : annonce de la naissance du groupe de luxe LVMH.
- 2012 : jubilé de diamant d'Élisabeth II du Royaume-Uni.
- 2017 :
  - le Real Madrid s’impose (4-1) en football contre la Juventus de Turin et conserve le trophée de la Ligue des champions à Cardiff au Pays de Galles.
  - Une bousculade à Turin en Italie lors de la projection de cette finale de Ligue des champions entraîne deux morts et 1 526 blessés.
  - Des attentats causent 7 morts et 50 blessés à Londres au Royaume-Uni.
- 2020 : l’état d’urgence est décrété en Russie à la suite d'un déversement de carburant à Norilsk envahissant les rivières locales jusqu'à 21 000 mètres cubes (17 500 tonnes) de diesel[5]. Cet accident est déploré en tant que deuxième plus grande marée noire de l'histoire russe moderne[6].

## Naissances

### XVIesiècle
- 1540 : Charles II d'Autriche-Styrie (Charles II François, Karl II. Franz en allemand), prince de la maison de Habsbourg, archiduc d'Autriche intérieure de 1564 à sa mort († 10 juillet 1590).

### XVIIesiècle
- 1607 : Bertrand de Compaigne, chroniqueur et faussaire français.
- 1635 : Philippe Quinault, écrivain et librettiste français († 26 novembre 1688).

### XVIIIesiècle
- 1726 : James Hutton, géologue britannique († 26 mars 1797).
- 1761 : Henry Shrapnel, officier de l'armée britannique, inventeur du shrapnel, ou « obus à balles » († 13 mars 1842).
- 1769 : Ludvig Manthey, pharmacien danois († 18 janvier 1842).
- 1773 : Césarine Davin-Mirvault, artiste peintre française († 25 novembre 1844).
- 1784 : William Yarrell, ornithologue et naturaliste britannique († 1er septembre 1856).
- 1794 : Wilhelm Ludwig Rapp, médecin et naturaliste allemand († 11 novembre 1868).

### XIXesiècle
- 1808 : Jefferson Davis, homme d’État américain, président des États confédérés d'Amérique durant la guerre de Sécession († 6 décembre 1889).
- 1810 : Robert Mallet, géologue irlandais († 5 novembre 1881).
- 1818 : Louis Faidherbe, militaire français († 28 septembre 1889).
- 1819 : Johan Barthold Jongkind, peintre et graveur néerlandais († 9 février 1891).
- 1832 : Charles Lecocq, compositeur français († 24 octobre 1918).
- 1853 : William Matthew Flinders Petrie, égyptologue britannique († 28 juillet 1942).
- 1855 : Léon Michoud, juriste français († 4 janvier 1916).
- 1865 : 
  - George V, roi du Royaume-Uni († 20 janvier 1936).
  - Louis Beguin-Billecocq, entomologiste français († 1er avril 1957).
- 1869 : Baudouin de Belgique, prince de Saxe-Cobourg et Gotha, duc en Saxe († 23 janvier 1891).
- 1877 : Raoul Dufy, artiste français († 23 mars 1953).
- 1887 : Carlo Michelstaedter, philosophe italien († 17 octobre 1910).
- 1891 : Georgius (Georges Auguste Charles Guibourg dit), chansonnier français († 8 janvier 1970).
- 1898 : Rosa Chacel, grande dame de la littérature espagnole, exilée de la guerre d'Espagne († 27 juillet 1994)

### XXesiècle
- 1901 : Maurice Evans, acteur britannique († 12 mars 1989).
- 1903 : Luciano Contreras, matador mexicain († 3 février 1991).
- 1904 : Jan Peerce, ténor américain († 15 décembre 1984).
- 1906 : Joséphine Baker, chanteuse et danseuse française († 12 avril 1975).
- 1910 : Paulette Goddard, actrice américaine († 23 avril 1990).
- 1911 : Ellen Corby, actrice américaine († 14 avril 1999).
- 1912 :
  - Josep Maria Corredor i Pomés, écrivain et traducteur catalan († 29 septembre 1981).
  - Arthur Milgram, mathématicien américain († 30 janvier 1961).
- 1917 : Lili St-Cyr, strip-teaseuse américaine († 29 janvier 1999).
- 1918 : Daniel Ivernel, acteur français († 11 novembre 1999).
- 1921 : Jean Dréjac, auteur-compositeur et interprète français († 11 août 2003).
- 1922 : Alain Resnais, cinéaste français († 1er mars 2014).
- 1924 :
  - Pierre Boulat, photographe, photojournaliste et reporter français († 11 janvier 1998).
  - Colleen Dewhurst, actrice d’origine québécoise († 22 août 1991).
  - Jimmy Rogers, chanteur et guitariste de blues américain († 19 décembre 1997).
- 1925 :
  - Tony Curtis, acteur et producteur américain († 29 septembre 2010).
  - Thomas Joseph Winning, prélat britannique († 17 juin 2001).
- 1926 :
  - Allen Ginsberg, poète américain († 5 avril 1997).
  - Flora MacDonald, femme politique canadienne († 26 juillet 2015).
- 1927 : Boots Randolph, saxophoniste américain († 3 juillet 2007).
- 1929 :
  - Jean Bouise, acteur français († 6 juillet 1989).
  - John Dunwoody, homme politique britannique († 26 janvier 2006).
- 1930 :
  - Abbas Zandi, lutteur iranien († 30 octobre 2017).
  - Dakota Staton, chanteuse américaine († 10 avril 2007).
  - Marion Zimmer Bradley, écrivain américain († 25 septembre 1999).
- 1931 : 
  - Raúl Castro, homme d'État cubain cofondateur du régime castriste avec son frère aîné Fidel et lui ayant succédé quelques années comme président de l'État insulaire.
  - Lindy Remigino, athlète américain spécialiste du sprint, double champion olympique († 11 juillet 2018).
- 1932 : Lizette Gervais, animatrice de radio et de télévision, et administratrice québécoise († 8 juin 1986).
- 1935 : Jacques Poos, homme politique luxembourgeois († 19 février 2022).
- 1936 :
  - André Gaumond, évêque catholique québécois († 14 décembre 2019).
  - Larry McMurtry, romancier et scénariste américain († 25 mars 2021).
- 1942 : Curtis Mayfield, chanteur et auteur-compositeur américain († 26 décembre 1999).
- 1943 : Billy Cunningham, joueur et entraîneur américain de basket-ball.
- 1944 : 
  - Edith McGuire, athlète américaine spécialiste du sprint, championne olympique.
  - Eddy Ottoz, athlète italien valdôta(i)n double champion d'Europe sur 110 mètres haies.
- 1945 : Hale Irwin, golfeur américain.
- 1946 :
  - Mike Clarke, musicien américain du groupe The Byrds († 19 décembre 1993).
  - Eddie Holman (en), chanteur américain.
  - Penelope Wilton, actrice britannique.
- 1947 : 
  - Mickey Finn, percussionniste britannique du groupe T. Rex († 11 janvier 2003).
  - Shuki Levy, compositeur de génériques télé, producteur, scénariste, réalisateur et monteur israélien.
- 1948 : Philippe Dufour, horloger suisse.
- 1950 :
  - Frédéric François, chanteur belge.
  - Melissa Mathison, scénariste américaine († 4 novembre 2015).
  - Suzi Quatro, chanteuse américaine.
  - Deniece Williams, chanteuse, compositrice et réalisatrice artistique américaine.
- 1951 : Jean-Pierre Luminet, astrophysicien français.
- 1952 : 
  - Billy Powell, musicien américain du groupe Lynyrd Skynyrd († 28 janvier 2009).
  - Dominique Laffin, actrice française († 11 juin 1985).
- 1953 : 
  - Loalwa Braz, chanteuse brésilienne († 19 janvier 2017).
  - Erland van Lidth de Jeude, acteur américain d'origine néerlandaise († 23 septembre 1987).
- 1954 :
  - Dan Hill, chanteur et compositeur canadien.
  - Allain Leprest, chanteur et parolier français († 15 août 2011).
  - Wally Weir, défenseur de hockey sur glace québécois.
- 1956 : Thomas Flach, skipper allemand, champion olympique.
- 1957 : 
  - Magdalene St. Michaels, actrice pornographique britannique.
  - Matt Vogel, nageur américain, double champion olympique.
- 1958 : Michel Laperrière, acteur et réalisateur québécois.
- 1961 : Peter Vidmar, gymnaste américain, champion olympique.
- 1962 :
  - David Cole (en), compositeur et réalisateur artistique américain († 24 janvier 1995).
  - Frédéric Lenoir, philosophe, sociologue et écrivain français.
  - Ha Hyung-zoo, judoka sud coréen, champion olympique.
  - Seyni Kouyaté, musicien, chanteur et auteur compositeur guinéen.
- 1963 : 
  - Rudy Demotte, homme politique belge.
  - Axel Wegner, tireur sportif allemand, champion olympique.
- 1964 : 
  - Kerry King, musicien américain, guitariste du groupe Slayer.
  - Matthew Ryan, cavalier australien, triple champion olympique.
- 1965 : Peter Mattei, chanteur baryton suédois.
- 1966 : Jamie O'Neal (en), chanteuse et compositrice australienne.
- 1967 : Tamás Darnyi, nageur hongrois, quadruple champion olympique.
- 1969 : Thomas Johanson, navigateur finlandais, champion olympique.
- 1970 :
  - Evgueni Berzin, cycliste russe.
  - Julie Masse, chanteuse québécoise.
- 1971 : Benedict Wong, acteur britannique.
- 1972 :
  - Julie Gayet, actrice française.
  - Jean-Marc Mormeck, boxeur français.
- 1973 : Draghixa, actrice française.
- 1974 : Kelly Jones, chanteur britannique du groupe Stereophonics.
- 1977 : Cris (Cristiano Marques Gomes dit), footballeur brésilien.
- 1979 : Pierre Poilievre, homme politique canadien.
- 1981 :
  - Élisabeth Davin, athlète de sprint belge.
  - Dounia Issa, basketteur français.
- 1982 :
  - Yelena Isinbayeva, perchiste russe.
  - Manfred Mölgg, skieur alpin italien.
  - Fernanda Melchor, écrivaine et journaliste mexicaine.
- 1984 :
  - Jean-Jacques Mandrichi, footballeur français.
  - Angelo Tsagarakis, basketteur franco-grec.
- 1985 :
  - Papiss Cissé, footballeur sénégalais.
  - Łukasz Piszczek, footballeur polonais.
- 1986 :
  - Al Horford, basketteur dominicain.
  - Micah Kogo, athlète de fond kényan.
  - Rafael Nadal, joueur de tennis espagnol.
  - Mariam Soré, styliste burkinabè.
  - Adrián Vallés, pilote de courses automobile espagnol.
- 1987 : Masami Nagasawa, actrice japonaise.
- 1989 :
  - Bangaly Fofana, basketteur français.
  - Katie Hoff, nageuse américaine.
- 1991 :
  - Sami Vatanen, joueur de hockey sur glace finlandais
  - Yordano Ventura, joueur de baseball dominicain († 22 janvier 2017).
- 1992 : Mario Götze, footballeur allemand.
- 1995 : Louis Nganioni, footballeur français.
- 1997 : Louis Hofmann, acteur allemand.
- 1998 :
  - SinB (Hwang Eun Bi dite) chanteuse sud-coréenne du groupe GFriend.
  - Imen Es, chanteuse française.

### XXIesiècle
- 2003 : Louis Partridge, acteur britannique.
- 2005 : Désiré Doué, footballeur français.

## Décès

### VIIIesiècle
- 800 : Staurakios (Σταυράκιος en grec), eunuque byzantin et l'un des principaux ministres de l'impératrice Irène l'Athénienne (° à une date inconnue).

### XIVesiècle
- 1397 : William Montagu, militaire anglais (° 25 juin 1328).

### XVIIIesiècle
- 1794 : Girolamo Tiraboschi, écrivain italien (° 8 décembre 1731).

### XIXesiècle
- 1822 : René Just Haüy, minéralogiste français (° 28 février 1743).
- 1844 : Louis, fils de Charles X, duc d'Angoulême, considéré parfois comme roi de France sous le nom de Louis XIX, pendant vingt minutes (° 6 août 1775).
- 1875 : Georges Bizet, compositeur français (° 25 octobre 1838).
- 1877 : Ludwig von Köchel, écrivain, compositeur, botaniste et éditeur autrichien (° 14 janvier 1800).
- 1886 : 
  - Ernest David, musicologue français (° 4 juillet 1824).
  - Achille Kiwanuka, martyr et saint ougandais (° 1869).
  - Kizito, martyr et saint ougandais (° 1872).
  - Adolphe Ludigo Mkasa, martyr ougandais (° 1861).
  - Charles Lwanga, martyr et saint ougandais (° 1865).
- 1898 : Samuel Plimsoll, homme politique britannique (° 10 février 1824).
- 1899 : Johann Strauss II, compositeur autrichien (° 25 octobre 1825).

### XXesiècle
- 1902 : Vital-Justin Grandin, missionnaire et évêque canadien d’origine française (° 8 février 1829).
- 1906 : Nikolaï von Vessel, pédagogue, essayiste, littérateur et ethnographe russe (° 1834).
- 1924 : Franz Kafka, écrivain tchèque (° 3 juillet 1883).
- 1925 : 
  - Jean-Baptiste Gabarra, religieux catholique et historien local français (° 6 février 1842).
  - Camille Flammarion, astronome français (° 26 février 1842).
- 1930 : Alexander Frederick Richmond Wollaston, médecin, ornithologue, botaniste, alpiniste et explorateur britannique (° 1875).
- 1937 : Tang Qunying, journaliste et activiste chinoise (° 8 décembre 1871)
- 1938 : Marie Diémer, pionnière de l'action sociale française (° 11 septembre 1877).
- 1953 : Pierre-Paul Ulmer, résistant français et compagnon de la libération (° 29 août 1911).
- 1963 : Jean XXIII (Angelo Giuseppe Roncalli dit), 261e pape (° 25 novembre 1881).
- 1969 : Jane Sourza, actrice française (° 1er décembre 1902).
- 1974 : Messali Hadj, homme politique algérien (° 16 mai 1898).
- 1975 :
  - Ozzie Nelson, acteur, producteur et chef d’orchestre américain (° 20 mars 1906).
  - Eisaku Satō, homme politique japonais (° 27 mars 1901).
- 1977 :
  - Archibald Vivian Hill, physiologiste britannique, prix Nobel de physiologie ou médecine en 1922 (° 26 septembre 1886).
  - Roberto Rossellini, réalisateur italien (° 8 mai 1906).
- 1978 : So Phim, militaire cambodgien (° 1925).
- 1979 : Arno Schmidt, écrivain allemand (° 18 janvier 1914).
- 1986 : Anna Neagle, actrice britannique, épouse du réalisateur Herbert Wilcox (° 20 octobre 1904).
- 1987 : Pham Dang Tri, peintre vietnamien (° 24 août 1920).
- 1988 : Najib El Allouchi joueur néerlandais de futsal.
- 1989 : Rouhollah Khomeini (aussi désigné « ayatollah Khomeyni »), religieux et homme politique iranien (° 24 septembre 1902).
- 1990 :
  - Stiv Bators, chanteur américain du groupe The Dead Boys (° 22 octobre 1949).
  - Robert Noyce, informaticien et homme d'affaires américain (° 12 décembre 1927).
- 1991 :
  - Katia Krafft, volcanologue française (° 17 avril 1942).
  - Maurice Krafft, volcanologue français (° 25 mars 1946).
- 1992 : Robert Morley, acteur et scénariste britannique (° 26 mai 1908).
- 1994 :
  - Pablo Muñoz Vega, prélat équatorien (° 23 mai 1903).
  - Puig-Aubert (Aubert-Henry-Jean Puig dit), joueur de rugby français (° 24 mars 1925).
- 1995 : Jean Marin, journaliste et résistant français (° 24 février 1909).
- 1996 :
  - Peter Glenville, metteur en scène britannique (° 23 octobre 1913).
  - Ferdinand Leitner, chef d'orchestre allemand (° 4 mars 1912).
  - Tito Okello, militaire et homme politique ougandais (° 1914).
- 1998
  - Lucien Conein, militaire et espion américain (° 29 novembre 1919).
  - Raymond Latarjet, biologiste et radiobiologiste français (° 17 octobre 1911).
  - William L. Snyder, producteur de cinéma américain (° 14 février 1919).

### XXIesiècle
- 2001 :
  - Flora Groult, femme de lettres française (° 23 mai 1924).
  - Anthony Quinn, acteur américain (° 21 avril 1915).
- 2003 : Fabrice Salanson, cycliste sur route français (° 17 novembre 1979).
- 2004 : Quorthon (Ace Thomas Forsberg dit), musicien suédois meneur du groupe Bathory (° 17 février 1966).
- 2005 :
  - Robert Forno, footballeur français (° 9 septembre 1928).
  - Bernard Manciet, poète français (° 27 septembre 1923).
- 2007 :
  - Leonard Nathan, homme de lettres américain (° 8 novembre 1924).
  - Janice Romary, escrimeuse américaine (° 6 août 1927).
- 2008 :
  - Claude Dityvon, photographe français (° 12 mars 1937).
  - Dorothy Donald, actrice du muet américaine (° 1907).
- 2009 :
  - David Carradine, acteur américain (° 8 décembre 1936).
  - Peter J. Landin, chercheur en informatique britannique (° 5 juin 1930).
  - Benoît Marleau, acteur québécois (° 17 mars 1937).
  - Koko Taylor, chanteuse américaine (° 28 septembre 1928).
- 2010 :
  - Vladimir Arnold, mathématicien russe (° 12 juin 1937).
  - Hasan di Tiro, homme politique indonésien (° 25 août 1925).
  - Rue McClanahan, actrice américaine (° 21 février 1934).
  - Paul Malliavin, mathématicien français académicien ès sciences (° 11 septembre 1925).
  - Luigi Padovese, prélat catholique italien (° 31 mars 1947).
- 2011 :
  - James Arness, acteur et producteur américain (° 26 mai 1923).
  - Andrew Gold, chanteur, guitariste et compositeur américain (° 2 août 1951).
- 2013 : Deacon Jones, joueur de football américain (° 9 décembre 1938).
- 2015 : Manuel Esteban i Marquilles, réalisateur catalan (° 23 mars 1941).
- 2016 :
  - Mohamed Ali (Cassius Marcellus Clay Jr. dit), boxeur américain, multiple champion du monde dans la catégorie poids lourds et médaillé olympique (° 17 janvier 1942).
  - Szabolcs Baranyi, joueur de tennis hongrois (° 31 janvier 1944).
  - Jocelyn Lovell, cycliste canadien (° 19 juillet 1950).
  - Joseph Michel, homme politique belge, président de la Chambre des représentants de 1980 à 1981 et ministre de l'Intérieur de 1974 à 1977 puis de 1986 à 1988 (° 25 octobre 1925).
  - Lucia Ragni, actrice et directrice de théâtre italienne (° 9 avril 1951).
  - Victor Reux, homme politique français (° 3 décembre 1929).
  - Luis Salom, pilote de moto espagnol (° 7 août 1991).
  - Nzita Henriques Tiago, homme politique angolais (° 14 juillet 1927).
- 2017 :
  - Christophe Otzenberger, acteur français (° 2 juillet 1961).
  - Niels Helveg Petersen, homme politique danois (° 17 janvier 1939).
  - Jimmy Piersall, joueur de baseball américain (° 14 novembre 1929).
- 2018 : 
  - Miguel Obando Bravo, cardinal nicaraguayen (° 2 février 1926).
  - Frank Carlucci, homme politique américain (° 18 octobre 1930).
  - Robert Forhan, hockeyeur sur glace canadien (° 27 mars 1936).
  - Georg von Tiesenhausen, ingénieur en aérospatiale germano-américain (° 18 mai 1914).
- 2019 :
  - Atsushi Aoki, catcheur japonais (° 25 septembre 1977).
  - Agustina Bessa-Luís, écrivaine, scénariste et biographe portugaise (° 15 octobre 1922).
  - Paul Darrow, acteur britannique (° 2 mai 1941).
  - Fabrizio Fabbri, cycliste sur route italien (° 28 septembre 1948).
  - Guy François, footballeur français (° 18 septembre 1947).
  - Jurica Jerković, footballeur yougoslave puis croate (° 25 février 1950).
  - (ou la veille 2 juin) Ken Matthews, athlète de marche britannique (° 21 juin 1934).
- 2021 : sir Anerood Jugnauth, homme d'État mauricien (° 29 mars 1930).
- 2022 :
  - Raymond Chabanne, officier général français (° 27 mars 1924).
  - Ken Kelly, peintre et un illustrateur américain (° 19 mai 1946).
  - Ra'anan Levy, artiste franco-israélien (° 1er mars 1954).
  - Grachan Moncur III, tromboniste et compositeur de jazz américain (° 3 juin 1937).
  - John Edward Porter, homme politique américain (° 1er juin 1935).
  - Dorothy Smith, sociologue et anthropologue canadienne (° 6 juillet 1926).
  - Alcide Vaucher, coureur cycliste suisse (° 19 avril 1934).
  - Adam Wolańczyk, acteur et comédien polonais (° 9 mai 1936).
- 2023 :
  - Paul Geoffrey, acteur britannico-américain (° 12 février 1955).
  - Jim Hines, athlète de sprint américain (° 10 septembre 1946).
  - Dionisije Pantelić, théologien orthodoxe serbo-Monténégrin (° 16 octobre 1932).
  - Maggy Willemsen, dessinatrice, peintre et graveuse belge (° 18 février 1939).
- 2024 :
  - Brigitte Bierlein, juriste et femme d'État autrichienne (° 25 juin 1949).
  - Jürgen Moltmann, théologien et professeur d'université allemand (° 8 avril 1926).
  - Dag Erik Pedersen, coureur cycliste norvégien (° 6 juin 1959).
  - William Russell, acteur britannique (° 19 novembre 1925).
  - Armando Silvestre, acteur américano-mexicain (° 6 janvier 1926).
- 2025 :
  - Samiha Ayoub, actrice égyptienne (° 8 mars 1932).
  - Cristian Brenna, grimpeur italien (° 22 juillet 1970).
  - Josip Joška Broz, homme politique  yougoslave puis serbe (° 6 décembre 1947).
  - Eugen Doga, compositeur soviétique puis moldave (° 1er mars 1937).
  - Frankie Jordan, chanteur français (° 19 juillet 1938).
  - Jim Marshall, joueur de foot U.S. américain (° 30 décembre 1937).
  - Obisia Nwakpa, boxeur nigérian (° 19 mai 1950).
  - Osvaldinho, footballeur portugais (° 10 septembre 1945).
  - Edmund White, romancier, biographe et critique littéraire américain (° 13 janvier 1940).

## Célébrations

### Internationale
- « Journée mondiale de la bicyclette ([du vélo]) » décrétée par l'ONU depuis 2018[7],[8],[9] (première(s) journée(s) internationale(s) instituée(s) en 1950).

### Nationales
- Australie : « journée Mabo (en) » commémorant la décision de la Haute Cour d'Australie d'annuler la fiction juridique de terra nullius à la suite des actions en justice d'Eddie Mabo dans les années 1980.
- Kentucky, Louisiane et Tennessee (États-Unis) : « fête du mémorial des confédérés » en commémoration de la naissance de Jefferson Davis en 1808 ci-avant.

### Religieuses
- Fêtes religieuses romaines de la déesse de la guerre Bellone (ou Bellona), ce 3 iunius des calendriers romains[10], identifiée avec la grecque Ényo et pendant féminin de Mars / Arès etc. mais plutôt quant aux horreurs guerrières que quant à ses héroïsmes.
- Christianisme : station dans la Fondation de Flavia, mémoire de saint Jean-Baptiste, du prophète Isaïe, de Julien et Pamphile, martyrs de Césarée sous Dioclétien, de Timothée et Maura son épouse (martyrs en Égypte), de Siméon stylite l’Ancien et Siméon stylite le Jeune et d'Euphémie (martyre à Chalcédoine), avec lectures de : Is. 7, 3-9 ; Ro. 9, 22(-33) ; Jn 12, 35(-41), qui ont en commun le mot « Isaïe », dans le lectionnaire de Jérusalem.

### Saints des Églises chrétiennes

#### Saints des Églises catholiques et orthodoxes
Référencés ci-après in fine, :
- Athanase († vers 933), hiéromoine et calligraphe au monastère de Traiannos en Bithynie.
- Cecilius († 211), prêtre à Carthage dans l'actuelle Tunisie, qui aurait amené saint Cyprien à la foi orthodoxe.
- Clotilde († 545), reine des Francs puis recluse à Tours - date orientale - fêtée le 4 juin en Occident.
- Davin († 1051), pèlerin et confesseur arménien mort à Lucques en Toscane, dont il est le patron.
- Genet († vers 660 ou 662), Genêt ou Genès, évêque de Clermont en Auvergne qui confessa la foi orthodoxe face au novatianisme.
- Hilaire de Carcassonne (VIe siècle), évêque.
- Isaac de Cordoue († 851), martyr.
- Kevin († 618), Kevin de Glendalough ou Coemgen, abbé en Irlande.
- Lifard († vers 550), Lifard de Meung-sur-Loire, abbé.
- Paule, Lucillien, Claude, Hypatios, Paul et Denys († 273), martyrs.

#### Saints et bienheureux des Églises catholiques
référencés ci-après :
- André Caccioli († vers 1254), bienheureux, prêtre franciscain né à Spello en Ombrie.
- Charles Lwanga et ses compagnons († 1886), martyr en Ouganda.
- Charles-René Collas du Bignon († 1794), bienheureux, prêtre de Saint-Sulpice et martyr.
- Conus (XIIIe siècle), moine bénédictin dont les reliques se trouvent dans sa ville natale de Diano en Italie.
- Joseph Oddi (Didace) († 1919), bienheureux frère franciscain, analphabète, qui erra sur les routes de Subiaco.
- Francis Ingleby († 1586), bienheureux, prêtre et martyr à York en Angleterre sous la reine Élisabeth Ire.
- Jean XXIII († 1963), pape fêté aussi le 11 octobre.
- Juan Grande († 1600), Laïc espagnol.
- Morand († vers 1115), moine et prieur bénédictin.
- Paul Duong († 1862), Laïc vietnamien et martyr.

#### Saint orthodoxe
- Dimitri († 1392), alias Dimitri de Prilouki, moine et higoumène, fondateur du monastère Saint-Nicolas de Pereslavl et de celui de Spasso-Priloutsky

, aux dates parfois "juliennes" / orientales.

### Prénoms du jour
Bonne fête aux Kevin, ses variantes masculines : Keven, Kévin, Kevyn, Gavin, Gauvain, Gauvin, Gabin (19 février) ; et leurs formes féminines : Kevine, Kévine, Kevina, Kévina.
Et aussi :
- éventuellement aux Bellona et Bellone,
- aux Klotilda, variante brittophone des Clot(h)ilde en cette veille de 4 juin de la sainte du même (pré)nom) ;
- aux Lifard, Lyphard,
- aux Morand.

## Traditions et superstitions

### Dictons
- « À la sainte-Clotilde, de fleur en buisson, abeille butine à foison. »
- « Le soir de Saint Morand, on plante choux et haricots. »[13]
- « Le temps qu'il fait en juin le trois, sera le temps de tout le mois. »[14] (dicton du Poitou)

### Astrologie
Signe du zodiaque : 13e jour du signe astrologique des Gémeaux.

## Toponymie
Les noms de plusieurs voies, places, sites ou édifices de pays ou régions francophones contiennent cette date sous des graphies diverses : voir Trois-Juin .